# Moun pel bekbak
Moun pel bekbak (en camboyano: មុនពេលបែកបាក់) es una película de suspenso bélico coproducido internacionalmente de 2015 dirigida por Ian White. Fue seleccionada como la entrada de Camboya a la Mejor Película en Lengua Extranjera en la 89.ª edición de los Premios Óscar, pero no fue nominada.

## Sinopsis
Una deslumbrante cantante de club nocturno se involucra en una batalla de ingenio y engaño con dos amantes en un intento por escapar de una ciudad asediada que se derrumba rápidamente.

## Reparto
- Ian Virgo como Sonny
- Antonis Greco como Tony